# Wardour Street
Wardour Street est une rue de la ville de Londres.

## Situation et accès
Située dans la Cité de Westminster, plus précisément dans le quartier de Soho, c'est une rue à sens unique (dans le sens sud-nord) qui relie Leicester Square à Oxford Street, en traversant Chinatown et Shaftesbury Avenue.
Les stations de métro les plus proches sont :
- Piccadilly Circus, desservie par les lignes  Bakerloo  Piccadilly,
- Leicester Square, desservie par les lignes  Northern  Piccadilly,
- Oxford Circus, desservie par les lignes lignes  Bakerloo  Central  Victoria,
- Tottenham Court Road, desservie par les lignes  Central  Northern.

## Origine du nom
Le nom de la rue évoque la mémoire de Henry Arundell, 3e baron Arundell de Wardour (vers 1607-1694) .

## Historique
Wardour Street fut le centre du cinéma britannique et en est toujours un lieu important. Le nom de la rue est également associé à la musique : on y trouve en effet deux pubs, The Ship et The Intrepid Fox, connus pour être fréquentés par de nombreux musiciens confirmés ou en herbe. C'est par ailleurs l'adresse historique du club Marquee où se sont produits les Stones, les Sex Pistols, U2, Marillion, The Cure.

## Bâtiments remarquables et lieux de mémoire
Aujourd'hui on trouve dans la rue plus de trente restaurants et bars, dont plusieurs restaurants chinois connus.